# خورين بايراميان
خورين بايراميان (7 يناير 1992 في أرمينيا - ) هو لاعب كرة قدم أرمني وروسي في مركز الوسط. شارك مع منتخب روسيا تحت 21 سنة لكرة القدم. أما مع النوادي، فقد لعب مع نادي روتور فولغوغراد ونادي روستوف وFC Volgar Astrakhan ‏.

## وصلات خارجية
- خورين بايراميان على موقع الاتحاد الدولي (مؤرشف)  (الإنجليزية)
- خورين بايراميان على موقع الاتحاد الأوربي (الإنجليزية)
- خورين بايراميان على موقع قاعدة بيانات كرة القدم.إي يو (الإنجليزية)
- خورين بايراميان على موقع ناشيونال فوتبول تيمز (الإنجليزية)
- خورين بايراميان على موقع Soccerway.com (الإنجليزية)
- خورين بايراميان على موقع عالم كرة القدم.نت (الإنجليزية)
- خورين بايراميان على موقع AS.com (الإسبانية)